# Уйлаки, Марек (футболист, 2003)
Ма́рек Уйла́ки (словац. Marek Ujlaki; 3 декабря 2003, Трнава) — словацкий футболист, защитник трнавского «Спартака».

## Клубная карьера
Воспитанник молодёжной системы «Славии» Зелеч, с 2017 года оказался в академии трнавского «Спартака». В мае 2021 года подписал свой первый профессиональный контракт со «Спартаком». Дебют за основной состав состоялся в чемпионате Словакии 10 апреля 2021 года в домашнем матче против «ВиОна» — вышел на замену на 88-й минуте и сразу получил капитанскую повязку, а «Спартак» завершил встречу победой 3:0.
С тех пор Марек закрепился в основе «Спартака», выступал в национальном чемпионате, национальном кубке и в еврокубках. По итогам сезона 2024/25 он набрал более 40 сыгранных матчей и забил как минимум один мяч. В составе команды он трижды выигрывал Кубок Словакии — в сезонах 2021/22, 2022/23 и 2024/25.

## Карьера в сборной
На юношеском уровне выступал за Словакию: провёл 6 матчей за U19, 8 — за U20, с 2023 года выступает за молодёжную сборную.
4 июня 2025 года был включен в окончательную заявку молодёжной сборной на молодёжный чемпионат Европы 2025.